# Ararangua (Schiffstyp)
Die Ararangua und ihre acht Schwesterschiffe bildeten eine Serie von Kombischiffen für den südamerikanischen Ostküstendienst der beiden brasilianischen Reedereien Lloyd Nacional und Cia. Nacional de Navegacao Costeira. Gebaut wurde die Serie Ende der 1920er Jahre auf den Werften Cantiere Navale Triestino in Monfalcone, Chantiers de Normandie in Le-Grand-Quevilly und William Beardmore and Company in Dalmuir.
| Schiffsname | Reederei                            | Werft                                      | Bemerkungen                                                                                            |
| ----------- | ----------------------------------- | ------------------------------------------ | --- |
| Ararangua   | Lloyd Nacional                      | Cantiere Navale Triestino, Monfalcone.     | Abbruch ab Juli 1969 in Niterói.                                                                       |
| Araraquara  | Lloyd Nacional                      | Cantiere Navale Triestino, Monfalcone.     | Am 16. August 1942 durch U-Boot torpediert und auf 12° 0′ S, 37° 19′ W versenkt (131 Tote).            |
| Aracatuba   | Lloyd Nacional                      | Cantiere Navale Triestino, Monfalcone.     | Am 5. Februar 1933 auf dem östlichen Wellenbrecher der Hafeneinfahrt von Rio Grande do Sul gestrandet. |
| Aratimbo    | Lloyd Nacional                      | Cantiere Navale Triestino, Monfalcone.     | Abbruch ab 1966 in Brasilien.                                                                          |
| Itapagé     | Cia. Nacional de Navegacao Costeira | Chantiers de Normandie, Le Grand Quevilly. | Am 26. September 1943 durch U-Boot torpediert und auf 10° 10′ S, 35° 45′ W versenkt.                   |
| Itahite     | Cia. Nacional de Navegacao Costeira | Chantiers de Normandie, Le Grand Quevilly. | Abbruch ab 30. August 1965 in Rio de Janeiro.                                                          |
| Itape       | Cia. Nacional de Navegacao Costeira | Beardmore, Dalmuir.                        | Abbruch ab 1. Dezember 1962 in Rio de Janeiro.                                                         |
| Itaquice    | Cia. Nacional de Navegacao Costeira | Beardmore, Dalmuir.                        | Feuer an Bord am 5. September 1950 in Porto Alegre. Abbruch ab 30. November 1961 in Rio de Janeiro.    |
| Itanage     | Cia. Nacional de Navegacao Costeira | Beardmore, Dalmuir.                        | Abbruch ab Juli 1969 in Rio de Janeiro.                                                                |